# Vorondil
En el mundo ficticio de la Tierra Media, creado por el escritor británico J. R. R. Tolkien, Vorondil el Cazador fue Senescal de Gondor entre los años 1998 y 2029 de la Tercera Edad del Sol.

## Historia
Nació en el año 1919 T. E., siendo hijo de Pelendur. Era descendiente de Húrin de Emyn Arnen, un senescal anterior; y padre de Mardil, que fue el primer Senescal de Gondor tras extinguirse la dinastía de Anárion.
Vorondil fue un gran cazador, llegando a cobrar presas en las lejanas tierras al este del Mar de Rhûn. El gran cuerno de Gondor, que Boromir llevó consigo a Rivendel al inicio de la Guerra del Anillo, fue hecho por él, convirtiéndose en una heredad de la Casa de Húrin.
Murió en el año 2029 T. E. siendo sucedido como senescal por su hijo Mardil.